# Pol-e Khomri
Pol-e Khomri (persană پل خمری) este un oraș din Afganistan.